# Estación Central del Pacifico
Central del Pacifico es una estación de ferrocarril en Vancouver, Columbia Británica, Canadá, que actúa como la terminal occidental del servicio del The Canadian de Via Rail a Toronto y la terminal norte del servicio Cascades de Amtrak a Seattle y Portland. La estación es también la principal terminal de autobuses interurbanos de Vancouver. La estación es accesible para sillas de ruedas y cuenta con servicios completos de Via. 
La estación es candidata para la terminal norte de una posible futura línea ferroviaria de alta velocidad que está siendo considerada principalmente por el estado estadounidense de Washington.

## Historia
La estación fue construida en 1917 por la Canadian Northern Railway como término de su línea a Edmonton. La estación se inauguró el 2 de noviembre de 1919, un día después de que los primeros trenes de la Canadian National Railway comenzaran a utilizar la estación.

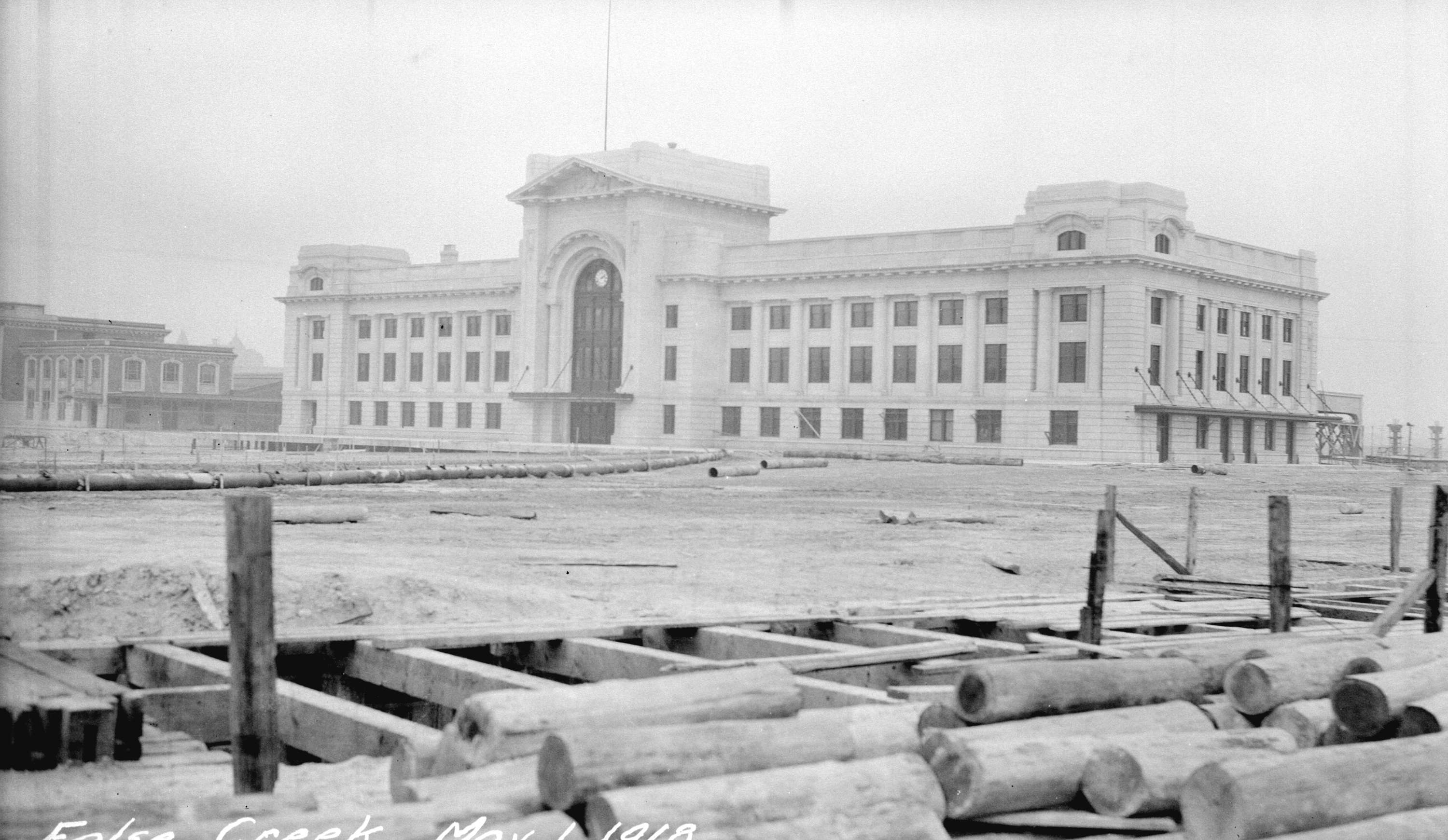
La estación en 1918.

Originalmente la estación se llamó False Creek y fue diseñada por el estudio de arquitectura Pratt y Ross. El edificio fue designado estación de tren patrimonial en 1991.
El servicio de Amtrak a la terminal se ofreció originalmente por Pacific International de 1972 a 1981, cuando cesó debido a recortes presupuestarios. El servicio transfronterizo regresó en 1995 con la introducción de Mount Baker International, que luego se incorporó a la actual marca Cascades.
El 8 de noviembre de 2010, el gobierno canadiense anunció un plan de 5,1 millones de dólares para reconstruir partes de la estación, incluida la restauración de ventanas, mampostería y el techo del edificio.

## Servicios

### Ferrocarril

#### AmtrakCascades
El Amtrak Cascades ofrece dos viajes de ida y vuelta diarios entre Vancouver y Seattle, y un tren diario que continúa hasta Portland.

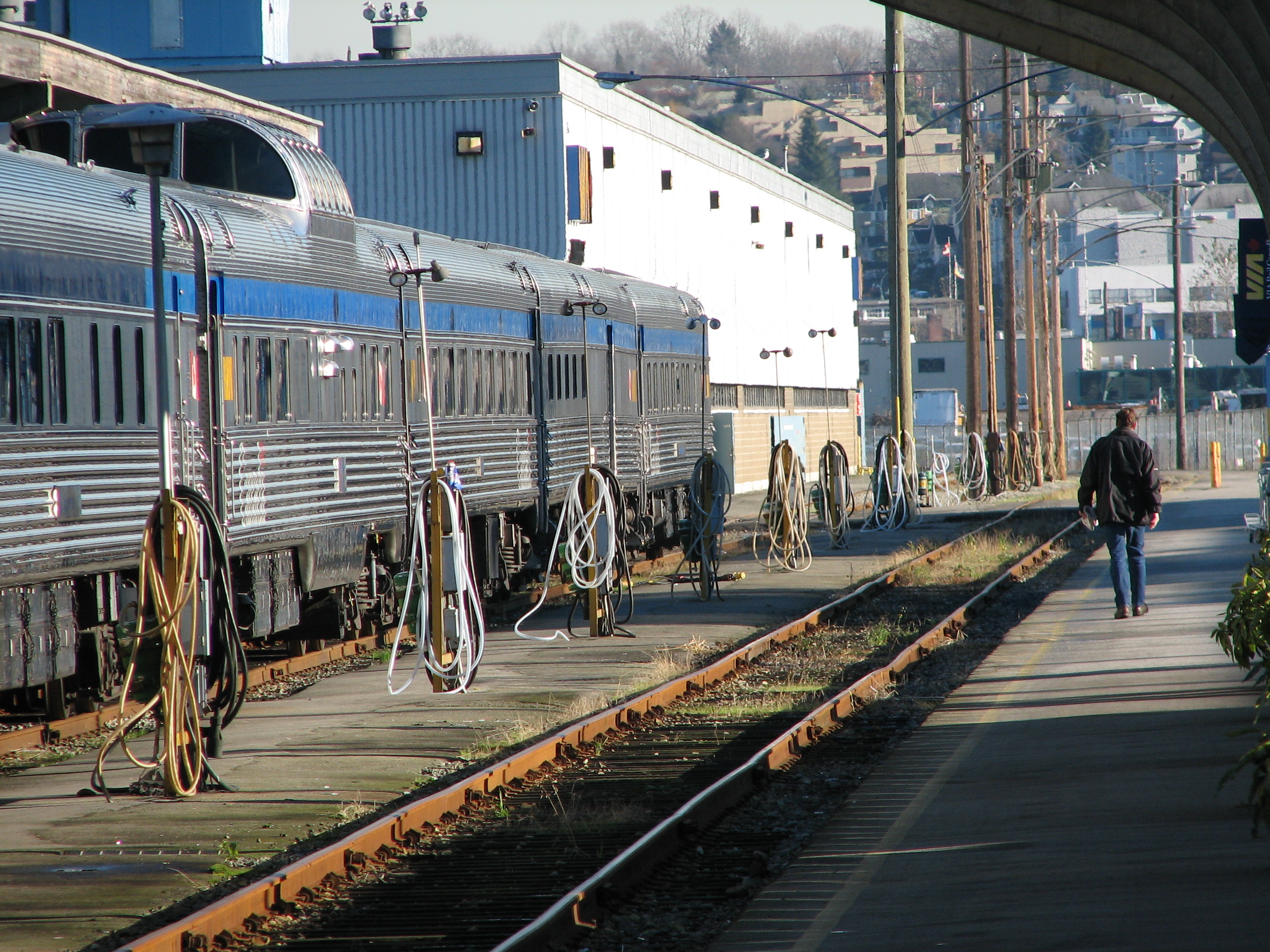
Tren de Via Rail en los andenes de la estación.

Los pasajeros de Amtrak con destino a los Estados Unidos pasan por la autorización previa fronteriza de los Estados Unidos dentro de la estación antes de abordar en Vancouver, con una breve parada de 10 minutos en el cruce fronterizo Peace Arch para que los agentes recojan los formularios. Los pasajeros con destino a Canadá pasan por la aduana canadiense en la estación a su llegada; Los trenes en dirección norte que viajan hacia la Estación Central del Pacífico no paran en la frontera.
Esto contrasta con los servicios internacionales de Amtrak en la costa este (Adirondack a Montreal y Maple Leaf a Toronto), donde los pasajeros son procesados por la aduana inmediatamente después de cruzar la frontera.
Para permitir el procesamiento aduanero fuera del cruce fronterizo, los trenes de Amtrak están secuestrados dentro de un área segura enjaulada en la Estación Central del Pacífico. Además, los trenes no hacen paradas en Canadá excepto en la Estación Central del Pacífico.

#### Via RailCanadian
El tren The Canadian de Via Rail ofrece servicio a través del país dos veces por semana a Toronto vía Edmonton, Saskatoon y Winnipeg, además de un servicio semanal a Edmonton (sólo en verano).

### Autobús
La estación es la principal terminal de autobuses interurbanos de Vancouver.
| Compañía                              | Destinos                                        |
| ------------------------------------- | ----------------------------------------------- |
| Amtrak Thruway (operada por Cantrail) | Bellingham, Seattle                             |
| BC Ferries Connector                  | Victoria (via Terminal de ferry de Tsawwassen)  |
| Ebus                                  | Kelowna, Kamloops, Salmon Arm                   |
| FlixBus                               | Bellingham, Seattle                             |
| Greyhound Lines                       | Bellingham, Seattle                             |
| Rider Express                         | Kamloops, Revelstoke, Banff, Calgary y Edmonton |
| YVR Skylynx                           | Squamish, Whistler                              |

## Transporte público
La estación está inmediatamente adyacente a la estación Main Street-Science World en la línea Expo del sistema de tránsito rápido SkyTrain del Gran Vancouver.